# 五色沼 (福島市)
五色沼（ごしきぬま）は、福島県福島市、吾妻連峰一切経山の山腹にある火口湖である。

## 概説
コバルトブルーの飲み込まれそうな美しさから、｢魔女の瞳｣や｢吾妻の瞳｣とも呼ばれる。直径約300mの火口の中に水をたたえ、太陽の光の具合で刻々とその色を変化させる。
五色沼へは、車で行くことが可能な磐梯吾妻スカイラインの浄土平より約80分歩き、一切経山（いっさいきょうざん）山頂から眺望可能。山頂から直接沼畔に降りる道はないが家形山方面への縦走路から下降可能。観光客でにぎわう磐梯高原の五色沼とは異なる。
2014年（平成26年）12月、一切経山の噴火警戒レベルが2（火口周辺規制）に引き上げられたことから、現在、浄土平側からの登山はできない。五色沼を眺望するためには磐梯吾妻スカイライン・不動沢登山口から片道2時間半ほどの登山となる。

## 五色沼の画像

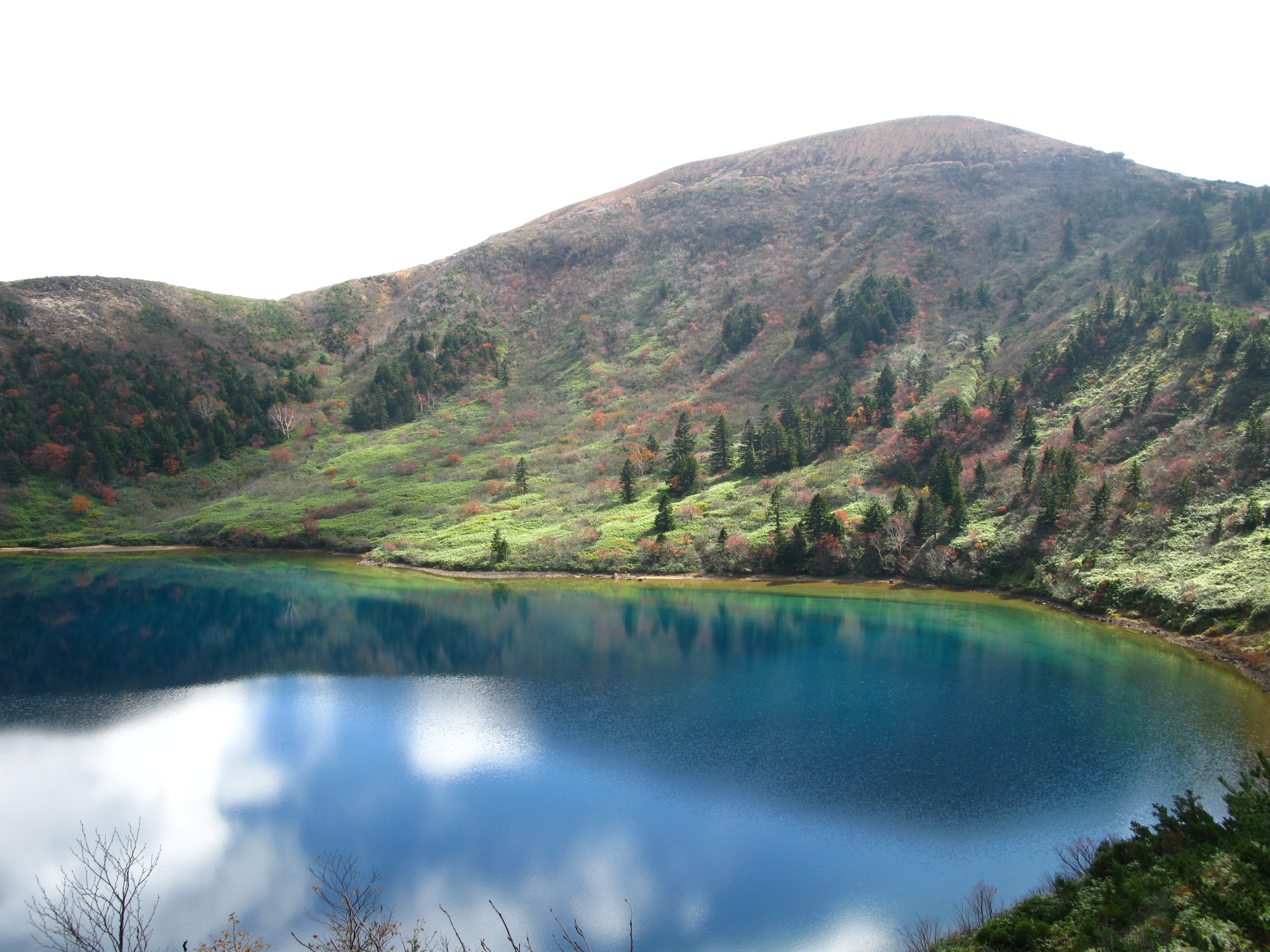
五色沼と一切経山
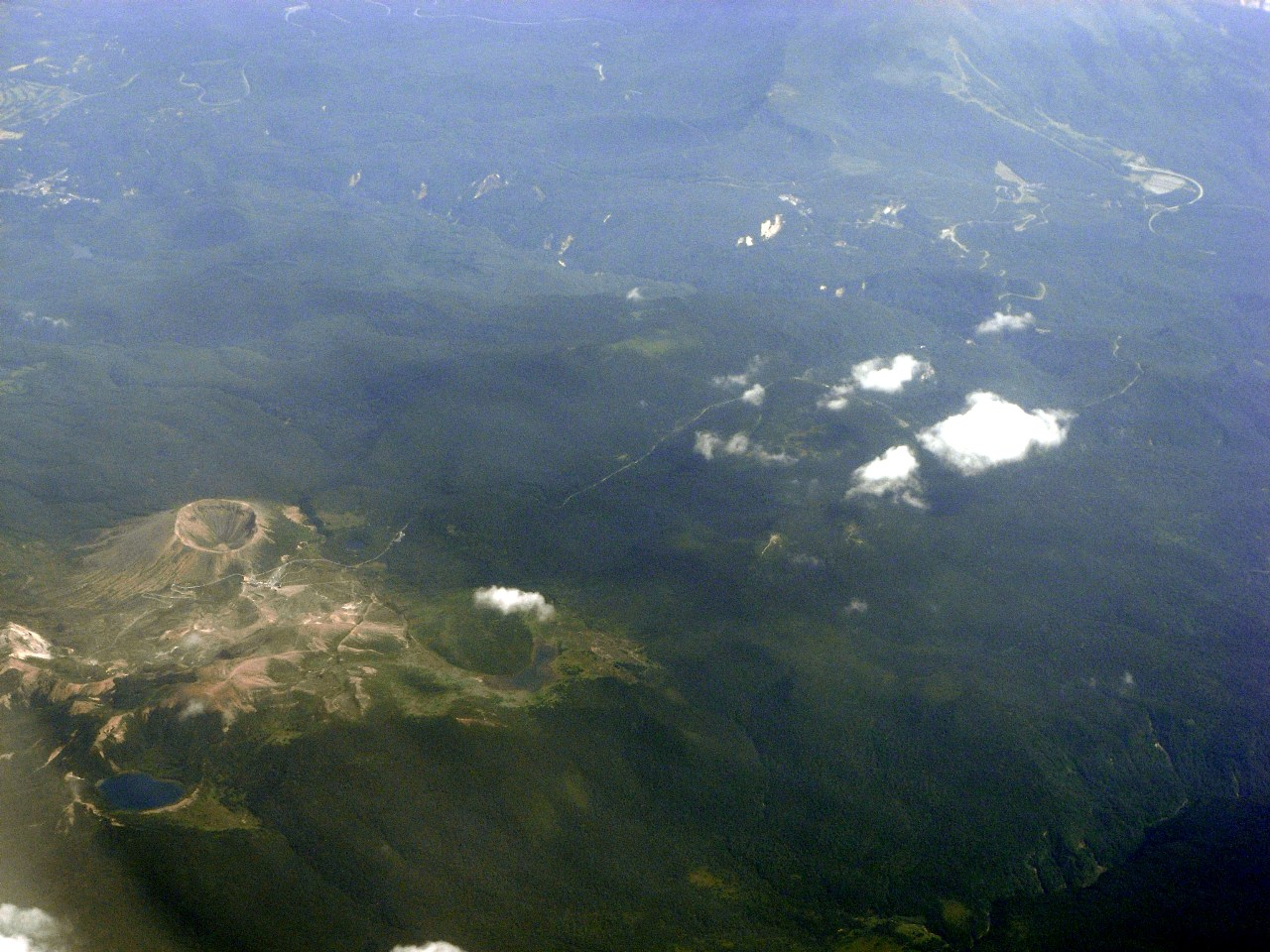
高空より見る五色沼 解説画像
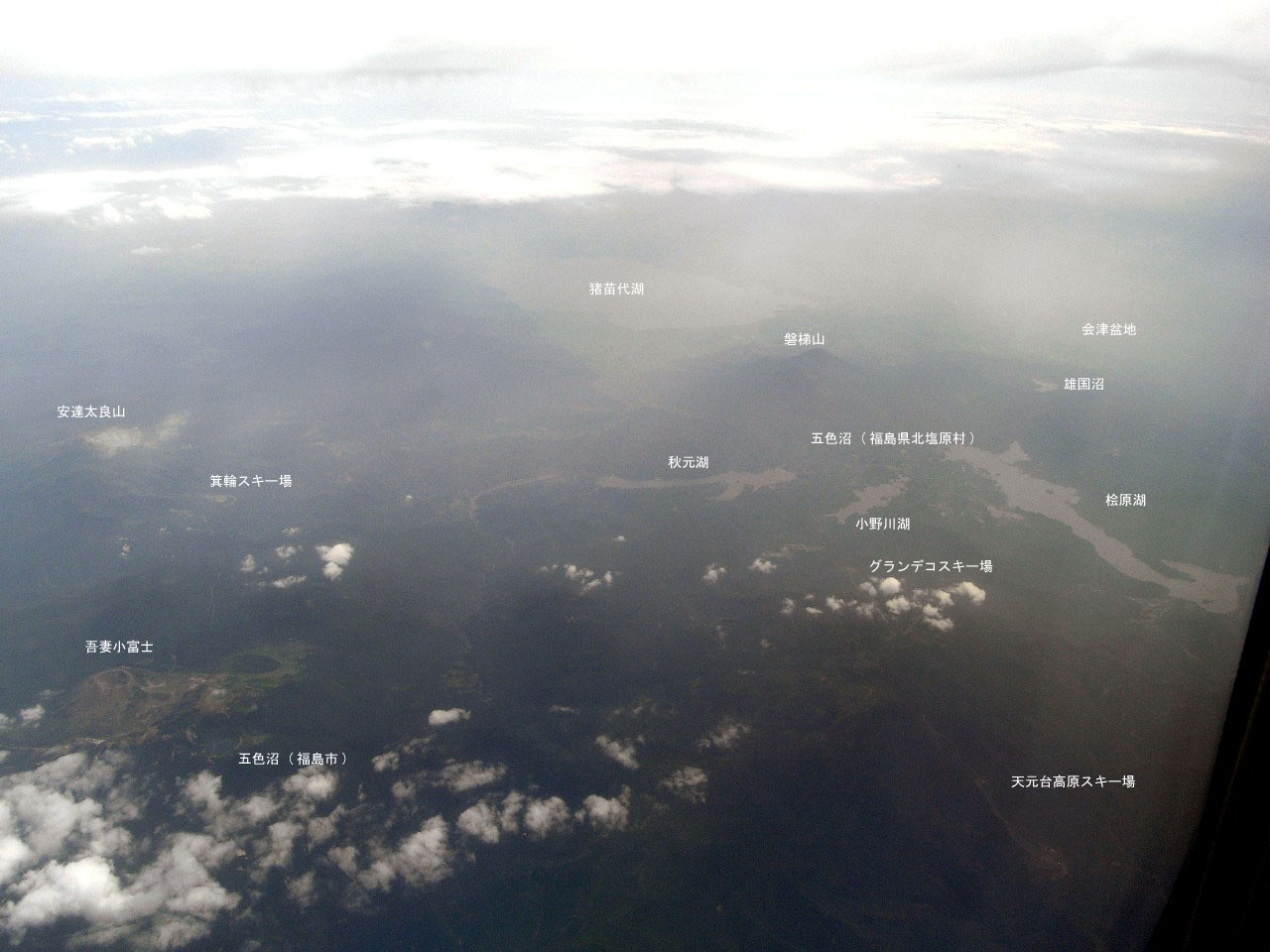
磐梯高原の空撮 一切経山の五色沼と福島県北塩原村の五色沼の2つが見える